# Колодяжный, Иван Константинович
Иван Константинович Колодяжный (20 ноября 1920 года — 5 июля 1985 года) — генерал-лейтенант (31.10.1978), начальник Завидовского госзаповедника. Одним из первых в СССР стал полным кавалером ордена «За службу Родине в Вооруженных Силах СССР».

## Биография
Родился в селе Мерефа, ныне одноимённый город в Харьковской области Украины.
22 мая 1939 года призван в РККА Октябрьским РВК г. Харькова (добровольно) с должности токаря по металлу завода имени Шевченко и направлен для прохождения службы красноармеецем в 107-й пограничный отряд НКВД. С октября 1939 года- курсант школы младшего начальствующего состава пограничных войск НКВД, г. Минск. С января 1941 года- курсант училища пограничных войск НКВД службы собаководства, г. Себеж. С мая 1941 года — инструктор службы собаководства 107-го пограничного отряда НКВД, г. Мариамполь. С июня 1941 года — старшина, командир взвода 87-го пограничного полка НКВД, после начала войны был придан 4-й танковой бригаде
.
В 1941 году был трижды ранен в июне, августе и октябре, находился на излечении в госпитале в г. Горький. В январе 1942 года Колодяжному присвоено воинское звание — младший лейтенант.
25 июля 1942 года в бою за деревню Глинина Велижского района Смоленской области командир роты противотанковых ружей 255-го отдельного противотанкового дивизиона 145-й стрелковой дивизии младший лейтенант Колодяжный четыре раза вводил вверенный ему личный состав в контрнаступление против превосходящих сил противника. 27 июля в бою за деревню Шамрино его рота отбила три вражеские атаки и перешла в наступление нанеся противнику большой урон и заставив его отойти, при этом было уничтожено до 150 немецких солдат и офицеров. В этом бою Колодяжный из противотанкового ружья лично уничтожил немецкий станковый пулемет с расчетом и немецкого офицера у которого была изъята топографическая карта с ценными сведениями по дислокации подразделений противника.
18 ноября 1942 года Приказом № 0456 по войскам Калининского фронта лейтенант Колодяжный был награждён орденом Отечественной войны 2-й степени.
9 апреля 1943 года командир 123-й отдельной разведывательной роты 145-й стрелковой дивизии старший лейтенант Колодяжный организовал и подготовил успешный захват у противника высоты 250,4.
13 апреля 1943 года Приказом № 08 по 145-й стрелковой дивизии награждён медалью «За боевые заслуги».
С 20 по 26 сентября 1943 года во время боевых действий в районе города Демидов Смоленской области помощник начальника штаба по разведке 599-го стрелкового полка 145-й стрелковой дивизии капитан Колодяжный лично руководил разведгруппами добывая ценные сведения о противнике, что обеспечивало успех в продвижении частей дивизии.
26 сентября 1943 года был ранен.
9 октября 1943 года Приказом № 0135 по войскам Калининского фронта награждён орденом Красной Звезды.
В 1942 году вступает в ВКП(б).
9 сентября — 28 октября 1944 года при проведении Карпатской операции помощник начальника оперативного отдела 38-й армии капитан Колодяжный находясь непосредственно в боевых порядках наступающих войск в районе Нижняя Писана произвел разведку захватив в ней пленных. При взятии города Явира, Колодяжный с отрядом в 60 бойцов атаковал восточные скаты высоты отчистив их от противника, тем самым способствовал овладению городом.
6 декабря 1944 года Приказом № 0110 по войскам 38-й армии награждён вторым орденом Отечественной войны 2-й степени.
В январе 1945 года выполняя боевое задание в районе города Краков Польша помощник начальника оперативного отдела 1-го Украинского фронта капитан Колодяжный был обстрелян группой противника укрывшегося в форту. Колодяжный принял неравный бой к котором вел себя мужественно и храбро, во время этого боя получил тяжелое ранение.
14 апреля 1945 года Приказом № 56/н по войскам 1-го Украинского фронта награждён орденом Красного Знамени.
В апреле 1945 года в период боев за Берлин помощник начальника оперативного отдела 1-го Украинского фронта капитан Колодяжный неоднократно вылетал в район боевых действий для уточнения местонахождения и согласования взаимодействий 3-й и 4-й гвардейских танковых армий, задания командования исполнял точно и в установленные сроки.
13 июня 1945 года приказом № 100/н по войскам 1-го Украинского фронта награждён орденом Отечественной войны 1-й степени.
После войны продолжал службу в рядах Советской Армии на различных командных и штабных должностях.
За отличия в боевой и политической подготовке был награждён многими орденами и медалями, в том числе орденами «За службу Родине в Вооружённых Силах СССР» всех трех степеней.
До настоящего времени орден «За службу Родине в Вооружённых Силах СССР» 1-й степени является самой редкой и малочисленной советской наградой.
Последняя занимаемая должность генерал-лейтенанта Колодяжного — начальник Завидовского научно-опытного заповедника Министерства обороны СССР (в/ч 3152). Леонид Ильич Брежнев очень любил охотиться в «Завидово». Охоту в «Завидово» обслуживали 463 военнослужащих. Убитая дичь увозилось в Козлово, где был оборудован колбасно-коптильный цех, работники которого разделывали трофеи и готовили из них колбасу и тушенку. Членам Политбюро ЦК КПСС, кандидатам в члены Политбюро и секретарям ЦК КПСС к праздникам офицеры фельдегерской связи привозили окорока и другие копчености, свежее мясо, охотничьи колбаски в керамических бочонках, дичь, отборную рыбу, мед, ягоды. Все было строго расписано по рангам и чинам. Членам Политбюро — задние части кабана, оленя, марала, лося, по три батона колбасы, по три керамических бочонка с колбасками, окорока, с десяток уток, 10-15 килограммов свежей рыбы. Кандидатам в члены Политбюро — чуть меньше и без лосятинки. Секретарям ЦК — ни марала, ни лося и ровно половину от нормы, установленной для кандидатов в члены Политбюро. Гостями заповедника во время визитов в СССР были Иосип Броз Тито, Фидель Кастро, Эрих Хонеккер, президент Финляндии Урхо Кекконен, Янош Кадар.
Колодяжный являлся членом Президиума Центрального совета Военно-охотничьего общества и руководителем добровольного Общества охотников и рыболовов в Калинине.
Составитель фотоальбома «Природа Подмосковья. Завидово» (Издательство: Планета, 1984 г.).
Скончался в июле 1985 года.

## Награды
СССР
- орден Октябрьской Революции (1980)
- орден Красного Знамени (14.04.1945)[11]
- два ордена Отечественной войны 1-й степени (13.06.1945[12], 11.03.1985[13])
- два ордена Отечественной войны 2-й степени (18.11.1942[14], 06.12.1944[15])
- три ордена Красной Звезды (09.10.1943[16], 05.11.1954[17], 20.11.1970)
- Орден «За службу Родине в Вооружённых Силах СССР» 1-й степени (11.02.1982)
- Орден «За службу Родине в Вооружённых Силах СССР» 2-й степени (18.11.1980)
- Орден «За службу Родине в Вооружённых Силах СССР» 3-й степени (21.02.1978)
- орден «Знак Почёта»
- медали, в том числе:
  - две медали «За боевые заслуги» (13.04.1943[18], 15.11.1950[17])
  - «За отвагу на пожаре»
  - «За победу над Германией в Великой Отечественной войне 1941—1945 гг.»
  - «За взятие Берлина»
  - «За освобождение Праги»
  - «Ветеран Вооружённых Сил СССР»
  - «За укрепление боевого содружества»
  - «За безупречную службу» 1-й степени

Других государств
- Военный крест (ЧССР) (1945)
- медаль «За укрепление дружбы по оружию» 2-й степени (ЧССР)[19]
- медаль «Братство по оружию» 1-й степени (ГДР)[20]
- медаль «Победы и Свободы» (ПНР)[21]
- медаль «За Варшаву 1939—1945» (ПНР)[21]
- медаль «За участие в боях за Берлин» (ПНР)[21]
- медаль «100 лет Освобождения Болгарии от османского рабства» (БНР)[22]
- медаль «100 лет со дня рождения Георгия Димитрова» (БНР)[22]
- медаль «1300 лет Болгарии» (БНР)[22]
- медаль «20-я годовщина Революционных Вооруженных сил Кубы» (Куба)[23]